# Sosippus plutonus
Sosippus plutonus es una especie de araña araneomorfa del género Sosippus, familia Lycosidae. Fue descrita científicamente por Brady en 1962.
Habita en México.